# Konstantin Tsjernenko
Konstantin Oestinovitsj Tsjernenko (Russisch: Константи́н Усти́нович Черне́нко) (Bolsjaja Tes (Siberië), 24 september 1911 – Moskou, 10 maart 1985) was secretaris-generaal van de Communistische Partij van de Sovjet-Unie van 13 februari 1984 tot aan zijn dood. Bij zijn aantreden was hij reeds ernstig ziek, wat ook al bij zijn voorganger Joeri Andropov het geval was. Hij stierf dertien maanden later, zonder iets te kunnen (of willen) doen aan de rampzalige toestand in het land. Hij werd opgevolgd door Michail Gorbatsjov.

## Biografie

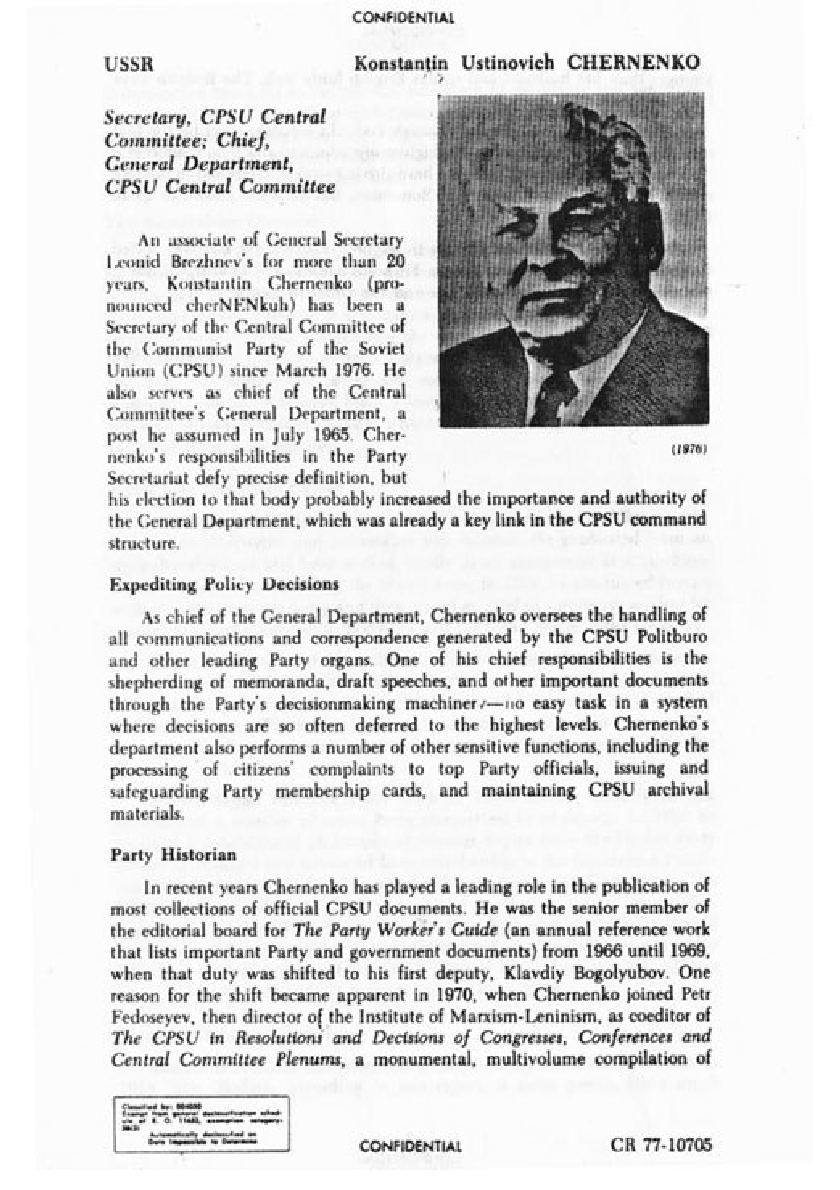
Document van Tsjernenko, op formaat, afkomstig van de Amerikaanse ambassade in Teheran, 1979

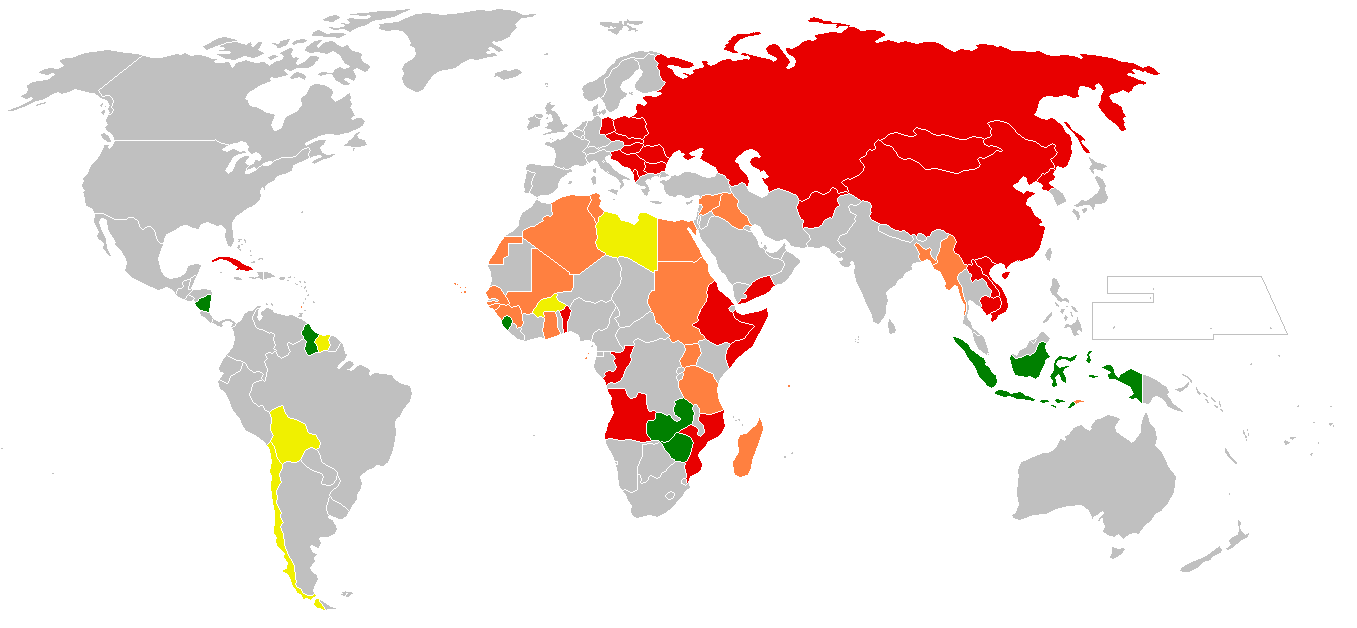
Wereldkaart van communistische en socialistische landen tijdens het bewind van Tsjernenko

Tsjernenko werd geboren in Siberië en ging al op jonge leeftijd bij de Jeugdorganisatie Komsomol. Hierbij hield hij geregeld toespraken tijdens de bijeenkomsten. Van 1930 tot 1939 was hij lid van de CPGU, een voorloper van de latere KGB. Dit was de geheime politie van de Sovjet-Unie. Vanaf 1950 was hij constant bij Leonid Brezjnev te vinden. Daarom maakte hij ook een heel grote kans om na Brezjnev gekozen te worden tot leider van Sovjet-Unie. Hij werd echter gepasseerd ten gunste van Joeri Andropov. Tijdens de regeertijd van Andropov leek het gedaan met Tsjernenko’s dagen in het Politbureau. Andropov was echter vanwege zijn zeer zwakke gezondheid niet in staat Tsjernenko van het toneel te verdrijven.
Tsjernenko werd op 13 februari 1984, kort na het overlijden van Andropov, door het Politbureau gekozen tot secretaris-generaal. Op 11 april 1984 werd hij vervolgens gekozen tot Voorzitter van het Presidium van de Opperste Sovjet: het officieuze staatshoofd van de Sovjet-Unie. Tsjernenko was de eerste Sovjetleider die geen ervaring had buiten partijwerk. Hij begon net als Andropov met een aantal kleine hervormingen. Net als Andropov was hij echter ziek  en kon niet veel veranderingen doorvoeren. De situatie in de Sovjet-Unie verbeterde ook onder Tsjernenko nauwelijks.
Tijdens Tsjernenko’s bewind was Gorbatsjov de tweede man in de Sovjet-Unie. Drie dagen voor zijn dood belde Tsjernenko Andrej Gromyko, de minister van Buitenlandse Zaken. In dit gesprek zei hij zich niet lekker te voelen en vroeg zich af of hij niet beter kon aftreden. Maar het was al te laat. Tsjernenko stierf in maart 1985 in Moskou. Hij was maar dertien maanden aan de macht geweest. Zijn opvolger, Gorbatsjov, zou wel in staat blijken grote veranderingen door te voeren. Uiteindelijk zouden deze zelfs leiden tot het einde van de Sovjet-Unie.